# Klimowsk
Klimowsk (ros. Климовск) – mikrorejon miasta Podolsk. Do 2015 roku samodzielne miasto w Rosji, w obwodzie moskiewskim, 55 km na południe od Moskwy. W 2015 liczyło 56 239 mieszkańców.

## Miasta partnerskie
- Ichtiman, Bułgaria